# Karbaminian amonu
Karbaminian amonu – organiczny związek chemiczny, sól kwasu karbaminiowego i amoniaku. W temperaturze pokojowej ma postać bezbarwnego, krystalicznego ciała stałego, bardzo dobrze rozpuszcza się w wodzie. 

## Otrzymywanie
Można go otrzymać w wyniku bezpośredniej reakcji suchego amoniaku i dwutlenku węgla w obniżonej temperaturze, np. z suchego lodu i ciekłego amoniaku:
2 NH3 + CO2 → H2NCOONH4
Reakcja ta przebiega z dobrą wydajnością także w rozpuszczalnikach organicznych w temperaturze 0 °C.

## Właściwości
W roztworach wodnych lub pod wpływem wilgoci z powietrza ulega hydrolizie do węglanu amonu:
NH2CO2NH4 + H2O → (NH4)2CO3
Jest nietrwały termicznie, rozkłada się powyżej 35 °C. Reakcja przebiega równocześnie w dwóch kierunkach:
NH2CO2NH4 → 2NH3 + CO2
NH2CO2NH4 → NH2CONH2 + H2O
Powstająca woda, amoniak i dwutlenek węgla reagują ze sobą tworząc węglan i wodorowęglan amonu.
Drugi z procesów, odkryty w roku 1870 przez A.I. Bazarowa, stosowany jest do produkcji mocznika (NH2CONH2). Reakcję prowadzi się pod ciśnieniem kilkunastu atmosfer i temperaturze powyżej 120 °C, a wydajność wynosi do ok. 50%. W typowej procedurze przemysłowej produkcji mocznika substratami są jednak amoniak i dwutlenek węgla, reakcję prowadzi się w temperaturze rzędu 200 °C i ciśnieniu rzędu 200 atm, a karbaminian amonu jest tylko produktem pośrednim:
2 NH3 + CO2 ⇌ H2NCOONH4 ⇌ NH2CONH2 + H2O